# Daniela Rosati
Daniela Rosati (Roma, 23 febbraio 1958) è una giornalista, conduttrice televisiva e cantante italiana.

## Biografia
Nata a Roma, ha debuttato in TV su Canale 5 come ideatrice del programma televisivo Gente comune, condotto da Silvana Giacobini, curando la rubrica dell'oroscopo e andato in onda tra il 1990 e il 1991. In seguito, passò su Rete 4 nel 1994 con il magazine Naturalmente bella, striscia quotidiana di informazione medico-scientifica ideata e condotta da lei stessa. Andato in onda inizialmente alle 17:50, dal lunedì al venerdì, venne spostato alle 14:30, lo stesso orario di Medicine a confronto, analogo approfondimento del sabato, che si occupava principalmente dell'ambito della farmacologia.
In un'intervista ad Anna Maria Salviati ha dichiarato «Sarei voluta diventare cantante lirica. Ci ho dovuto rinunciare dopo un intervento alle corde vocali». Nel 1995 ha anche inciso un album come cantante, per la RTI Music (etichetta discografica di proprietà Mediaset), dal titolo Allo specchio.
Dal 1999 è passata in Rai, ideando e conducendo il longevo talk show Tutto benessere, in onda il sabato mattina, alle undici su Rai 1, dal 1999 al 2010. La trasmissione fu una delle prime a occuparsi di psicosomatica e guarigione spirituale, offrendo informazioni utili sull'universo del benessere.

## Vita privata
Daniela Rosati è stata sposata due volte: il primo matrimonio è durato due anni con «un Claudio di cui non ha mai rivelato altro che il nome»; successivamente con Adriano Galliani, ex amministratore delegato del Milan, tra il 1993 e il 1999.
In un'intervista ha dichiarato di essere stata buddista: «A 21 anni ho incontrato a Milano un monaco tibetano e sono diventata buddista. Sono andata più volte in India e, dopo avere conosciuto quella realtà così diversa dalla nostra, mi sono impegnata nell'aiutare gli altri. Sono stata buddista per parecchi anni».
Come ha dichiarato in diverse interviste dal 2005, ha subito una conversione religiosa e si è votata alla castità, diventando un'Oblata Brigidina, appartenente alla congregazione delle Suore Oblate dello Spirito Santo. Ha dichiarato: «dopo aver toccato una reliquia di Santa Brigida ho percepito una luce che mi entrava nella testa, e dentro quella luce era contenuta la parola castità».

## Televisione
- Gente comune (Canale 5, 1990-1991)
- Naturalmente bella (Rete 4, 1994-1998)
- Medicine a confronto (Rete 4, 1996-1998)
- Tutto benessere (Rai 1, 1999-2010)

## Discografia

### Album
- 1995 - Allo specchio (RTI Music, RTI 1091-2)